# Burg Altentierberg
Die Ruine Altentierberg ist die Ruine einer Spornburg auf einem Sporn des Tierbergs bei 863,8 m ü. NHN bei Lautlingen, einem Stadtteil von Albstadt im Zollernalbkreis in Baden-Württemberg.

## Geschichte
Die Burg wurde nach 1150 von den Herren von Tierberg als Stammsitz erbaut, 1216 erwähnt und im 15. Jahrhundert aufgegeben. Die Bewohner auf der Wildentierberg nannten sich ab 1313 Herren von Tierberg von der Wildentierberg, worauf sich die auf der Stammburg verbleibende Linie Tierberg von der Altentierberg nannte.
1332 gibt Ritter Werner von Dotternhausen Konrad von Tierberg von Altentierberg mehrere Leibeigene.
Diese Linie starb 1480 aus. Erben auch der Linie Tierberg Haiterbach in Meßstetten wurden die von der Wildentierberg. Vor dem Dreißigjährigen Krieg war die Burg bereits verfallen. 1927 wurden vom Kirchenmaler und Burgenforscher Konrad Albert Koch die Reste der Burg ausgegraben.

## Beschreibung
Von der ehemaligen kleinen vermutlich turmlosen Burganlage sind noch Mauerreste und der bis zu 18 Meter tiefe und bogenförmige Halsgraben, der die Burg vom Bergsporn trennte, erhalten. Davor lag noch eine Vorburg, die von einem bogenförmigen Graben, der heute nur noch in Resten zu sehen ist, geschützt war.

## Burgkapelle
Aus dem Jahr 1337 ist ein Ablassbrief aus Avignon erhalten: Wer am Altarpatronizium in der Wolfgangskapelle teilnimmt, dem soll laut Bischof Paulus Fluginens ein 40-tägiger Ablass der Sünden zuteilwerden.
1360 stiftet der Burgherr Heinrich von Tierberg wöchentlich zwei Messen in der Burg.

## Burghof
Kalbfleisch wird unter dem Namen Tierbergerhof vermarktet.

### Herrenhaus
Neben dem Burghof steht das Herrenhaus auf dem Tierberg, welches bei Anwesenheit der adligen Besitzerfamilie beflaggt ist.

### Landheim
Oberhalb des Burghofs ist die Betonplatte des Landheims von 1930 vorhanden. Das Gelände ist zu einem symbolischen Pachtpreis an die Ebinger Pfadfinder verpachtet. Das Holzgebäude wurde 1986 abgerissen.

## Zukünftige Nutzung
Solarmodule sollen aufgestellt werden.

## Sagen

### „Des Schimmelreiters heimliche Liebschaften“
Eine alte Sage berichtet von dem Schimmelreiter, der sich mit seiner Geliebten heimlich beim Weichenwang trifft. Manchmal in stürmischen Herbstnächten soll nämlich auf dem alten Schloss Burtel bei Hossingen, von dem noch wenige Reste vorhanden sind, ein Schimmelreiter sichtbar werden, der gegen den Weichenwang (Heiligenwang) herüber reite. Bei dem Liebespaar handelt es sich um eine standesgemäße Beziehung zwischen einem edlen Ritter vom Altentierberg und der hübschen Tochter des Hossinger Burgherrn. Emil Schweizer bindet 1898 die bekannte Version dieser Sage in seinen Artikel aus den Balinger Bergen ein. Einen vagen Hinweis bietet eine alte Urkunde. Der edle Knecht Kunz (geborener von Altentierberg) erwirbt am 14. Juli 1327 von den Herren von Bubenhofen eine Burg bei Meßstetten. War der Hossinger Burgherr in Schwierigkeiten und musste an die reichen Herren von Bubenhofen verpfänden? War der Schimmelreiter Kunz von Neuentierberg und hat für seine Geliebte die elterliche Burg in Hossingen erworben?